# Mátrai képek
A Mátrai képek Kodály Zoltán 1931-ben írt vegyeskari műve, melyben a Mátra környékén gyűjtött népdalokat dolgoz fel.
Első rész:
- A Vidrócki híres nyája
- Már Vidrócki emelgeti a bankót

Második rész:
- Elmegyek, elmegyek, el is van vágyásom
- Madárka, madárka
- Sej, a tari réten

Harmadik rész:
- Két tyúkom tavalyi (háromszor visszatérő rondó formában)
- Hallod-e, te szolgáló
- Ki van borér? De soká jár!